# سیارک ۵۰۷۱
سیارک ۵۰۷۱ (به انگلیسی: 5071 Schoenmaker، نامگذاری:3099T-2) پنج هزار و هفتاد و یکمین سیارک کشف شده‌است که در ۳۰ سپتامبر ۱۹۷۳ کشف شد.
قدر مطلق سیارک برابر ۱۲٫۲۰ است.